# AKIRA∞IKEDA
AKIRA∞IKEDA（あきら いけだ）は、日本のパーカッショニスト、トラックメイカー、ヴィジュアル&サウンド・アーティスト、。

## 略歴
京都府京都市出身。実家は仏表具の掛け軸屋。小学生の時に授業で和太鼓を演奏し、太鼓の低音の響きが好きで音に興味を持つ。 高校時代にドラムセットを始め、卒業後スペインへ旅に行った際アフリカの打楽器ジャンベと出会い、人種や言葉を超えたところで、音楽によって繋がれることに感動し、コミュニケーションツールとしての楽器演奏を始める。波動太鼓（読：ハドウラム）という名前を付けた、半球のボールに水を溜め、その上に半球のボールを乗せたウォータードラムを制作、演奏する。
演奏楽器はさまざまで、スイスで制作されたハングドラム、自作の水楽器波動太鼓（ハドウラム）、アフリカの太鼓ジャンベ、ムビラ、カリンバ、オーストラリアのアボリジニの楽器ディジュリドゥ、日本の琵琶を模したフレーム形状とギリシャの吟遊詩人が用いたリラを組み合わせたハープであるビワリラ、インドの横笛バンスリ、その他、クリスタルボウルなど。LIVEではボイスパーカッションやボディパーカッションを取り入れたりもする。
2020年にはアーティスト名を「Aki-Ra Sunrise（アキーラサンライズ）」から「AKIRA∞IKEDA」（「akira ∞ ikeda」等の表記もあり）に変更している。2021年の「豊岡演劇祭2021」に参加予定。